# Albertina (Minas Gerais)
Albertina is een gemeente in de Braziliaanse deelstaat Minas Gerais. De gemeente telt 2.976 inwoners (schatting 2009).